# سیس‌کواک (کالیفرنیا)
سیس‌کواک (به انگلیسی: Sisquoc) یک منطقهٔ مسکونی در ایالات متحده آمریکا است که در شهرستان سانتا باربارا، کالیفرنیا واقع شده‌است. سیس‌کواک ۵٫۷۸۶ کیلومتر مربع مساحت و ۱۸۳ نفر جمعیت دارد و ۱۳۸٫۹۹ متر بالاتر از سطح دریا واقع شده‌است.